# Anastassijakirche (Hluchiw)

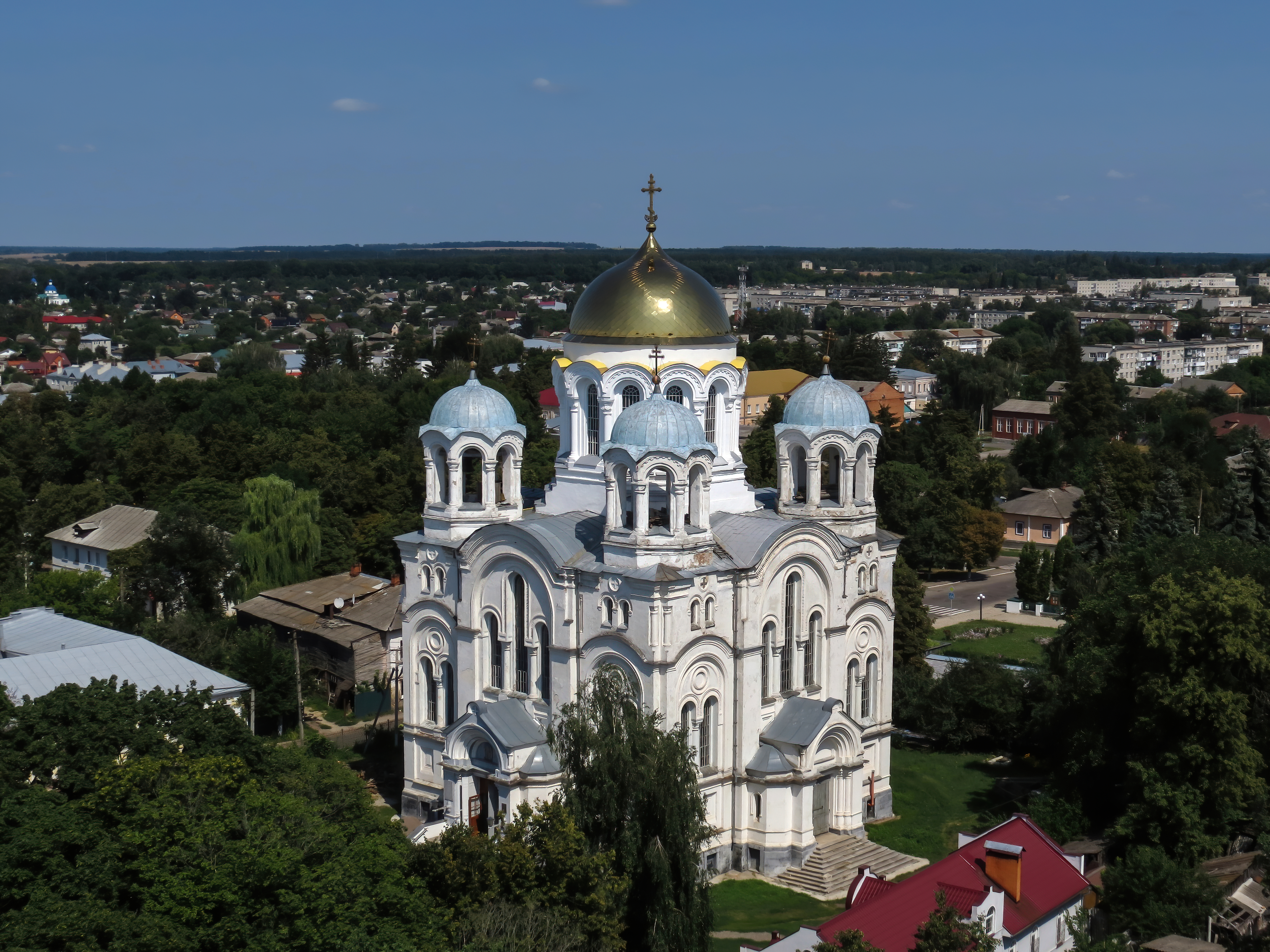
Anastassijakirche (2021)

Die Anastassijakirche (ukrainisch Анастасіївська церква, auch bekannt als Dreianastassijenkirche, ukrainisch Трьох-Анастасіївська церква) ist eine neobyzantinische Kirche in Hluchiw und ein ukrainisches Kulturdenkmal.

## Geschichte
Die Backsteinkirche wurde 1717 in der südöstlichen Ecke der stadtweiten Festung an der Stelle der ausgebrannten hölzernen Auferstehungskirche auf Anastassija Markowytschs Kosten nach dem Vorbild der Kirche Sankt Elija in Subotiw, der Grabstätte Bohdan Chmelnyzkyjs, erbaut. Markowytsch widmete die Kirche drei heiligen Märtyrerinnen namens „Anastassija.“ Die dreiteilige, kuppellose Hallenkirche mit einer facettierten Apsis und einem Glockenturm über dem westlichen Vestibül wurde zum Sitz der Hetman-Residenz, die sich ab 1710 in diesem Viertel befand. Die Kirche litt 1748 und 1784 unter Bränden. Nach dem letzten wurde sie 1816 wieder aufgebaut und erhielt klassizistische Merkmale. Über dem Kirchenschiff entstand eine dekorative Kuppel ohne Tambour, es wurden Portiken und ein neuer zweistöckiger Glockenturm oberhalb der südwestlichen Ecke hinzugefügt.
Im ersten Drittel des 19. Jahrhunderts war die Pfarrei der Anastassijakirche die ärmste der Stadt. Sie wurde mit der Gemeinde der Dreifaltigkeitskathedrale verbunden und die Kirche wurde geschlossen. 1846 spendete der hluchiwer Kaufmann Artemij Tereschtschenko  4000 Rubel für den Unterhalt de Kirche. Der Gottesdienst wurde wieder aufgenommen und der Philanthrop wurde zum Kirchenältesten gewählt. Auf Kosten Tereschtschenkos wurde 1861 auf der zweiten Ebene der Kirche ein zusätzlicher Altar der Auferstehung Christi installiert und 1872 ein Seitenaltar des heiligen Märtyrers Artemius hinzugefügt.

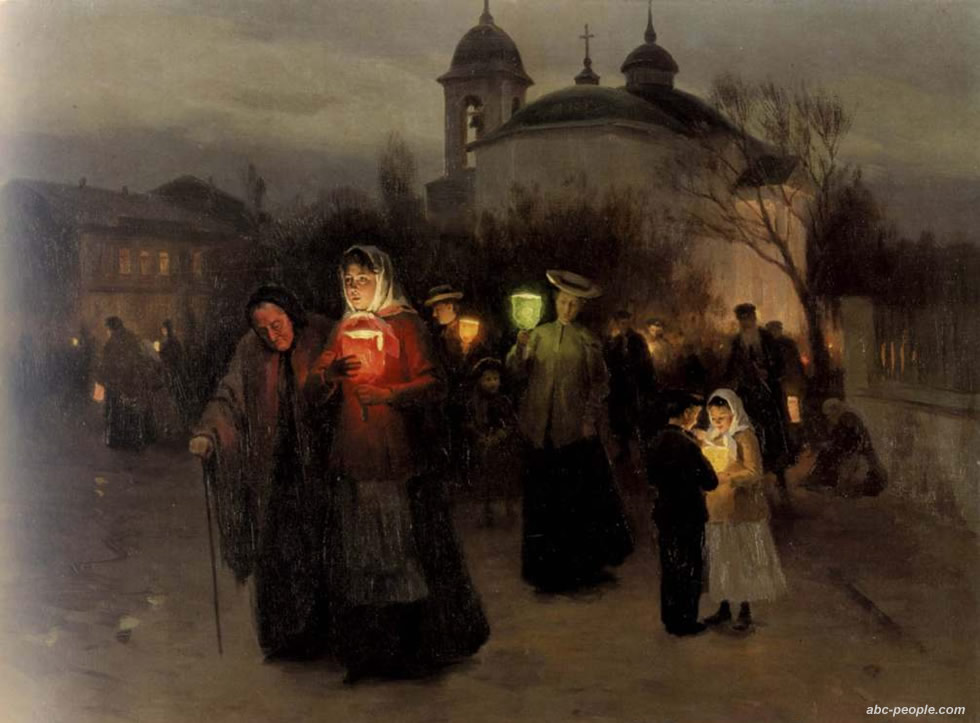
Abgerissene alte Kirche auf einem Gemälde von Mykola Pymonenko

1884 genehmigte der Provinzvorstand Tschernigows das Projekt der neuen Dreianastassijenkirche, das vom Sankt Petersburger Architekturakademiker Andrei Gun entworfen wurde. Industrielle aus Hluchiw begannen den Bau der neuen Kirche 1885 neben der alten auf dem Grundstück der Brüder Tereschtschenko, die einen Teil ihres eigenen Landes und 60.000 Goldrubel spendeten. Die Kirche wurde 1893 geweiht. Die Gesamtbaukosten betrugen 387.221 Rubel. Am 21. Mai 1894 wandten sich die Brüder Tereschtschenko an den Heiligen Synod mit der Bitte, den Abriss der alten Kirche zuzulassen, die aufgrund ihres Alters nicht genutzt wurde.
Um das zukünftige Schicksal des historischen Gebäudes zu bestimmen, wurden Professoren der Kiewer Theologischen Akademie entsandt. Sie kamen zum Schluss, dass die alte Kirche kein Baudenkmal ist und abgesehen von den Informationen über ihren Bau durch Markowytsch nur mit Erinnerungen an Brände in der Stadt verbunden ist. Zu einem ähnlichen Schluss kam auch die Kaiserliche archäologische Kommission. Am 2. Januar 1895 wurde ein Erlass des Heiligen Synod erlassen, auf dessen Grundlage die alte Kirche 1897 abgerissen wurde. Dann entstand an seiner Stelle eine Kapelle, die auf Kosten der Brüder Tereschtschenko in eklektischen architektonischen Formen erbaut wurde und der ukrainischen Moderne nahestand. Sie wurde in den 1950er Jahren abgerissen.
In den Jahren 1941 bis 1943 wurde die zentrale Kuppel der neuen Kirche infolge der Kampfhandlungen im Zweiten Weltkrieg zerstört. Nach dem Krieg wurde sie in leicht veränderter Form wieder aufgebaut. Die Höhe des Untergestells wurde etwas verringert und die ursprüngliche ellipsoide Kuppel wurde durch eine abgeflachte kugelförmige ersetzt. Nach dem Abriss der Dreifaltigkeitskathedrale der Stadt im Jahr 1962 blieb die Anastassijakirche das größte architektonische Wahrzeichen im Stadtzentrum. Seit 1979 ist sie ein Denkmal von nationaler Bedeutung. Die Kirche gehörte bis 2024 der Ukrainisch-Orthodoxen Kirche. Sie wurde 1983 renoviert.